# Rundfunkjahr 1929

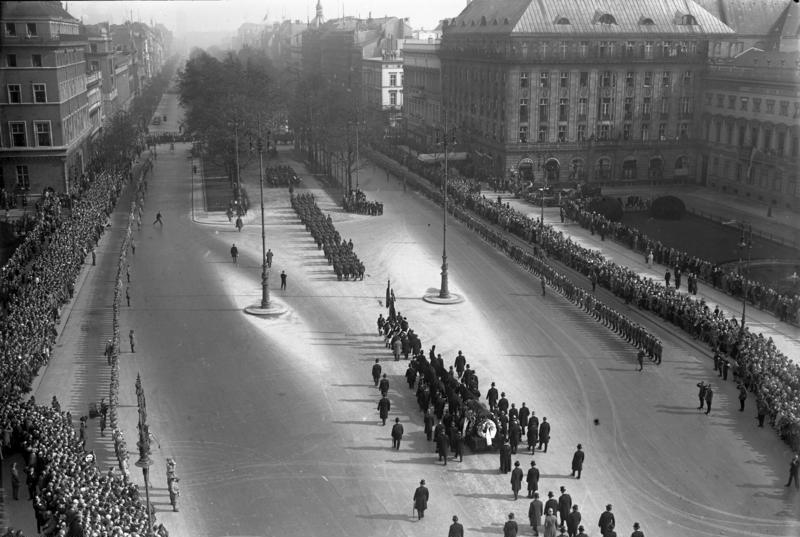
1929: Der deutsche Reichskanzler und Außenminister Gustav Stresemann stirbt

Liste der Rundfunkjahre

◄◄ | ◄ | 1925 | 1926 | 1927 | 1928 | Rundfunkjahr 1929 | 1930 | 1931 | 1932 | 1933 | ► | ►►

Weitere Ereignisse

## Allgemein
- 29. Mai – Grundsteinlegung für das Gebäude „Haus des Rundfunks“ in der Berliner Masurenallee.[1]
- 24. Oktober – Mit dem Schwarzen Donnerstag an der New York Stock Exchange beginnt die Weltwirtschaftskrise.

## Hörfunk
- 24. März – Radio Belgrad nimmt seinen Betrieb auf.
- 9. Juni – Die Nordische Rundfunk AG (NORAG) sendet erstmals das Hamburger Hafenkonzert. Die heutzutage vom NDR produzierte Sendung ist damit die älteste immer noch ausgestrahlte Hörfunksendung der Welt.
- 1. Juli – Radio Schweden (Sveriges Radio) gründet die Hörspielredaktion Radioteatern, die unter der Leitung von Per Lindberg steht.
- 27. Juli – Die Radiooper Der Ozeanflug von Bertolt Brecht über die erste Atlantikquerung per Flugzeug wird „radiophonisch“ uraufgeführt.
- 29. Oktober – Radio Moskau (später: Stimme Rußlands) nimmt seinen Auslandsbetrieb auf.
- 6. Oktober – Der Hörfunkjournalist und Schauspieler Alfred Braun berichtet für den Hörfunk live von den Begräbnisfeierlichkeiten für Gustav Stresemann. Seine Reportage ist eine der bekanntesten der deutschen Hörfunkgeschichte und gilt als älteste überlieferte Sendung.[2]
- 8. November – Das von der Funk-Stunde Berlin produzierte Hörspiel SOS … rao rao … Foyn des Autors Friedrich Wolf feiert seine Hörfunkpremiere. Das Hörspiel, das die (authentische) Rettungsaktion des in der Arktis in Not geratenen Luftschiffs Italia schildert, ist die älteste komplett überlieferte Hörspielproduktion der deutschen Rundfunkgeschichte.

## Fernsehen
- 8. März – Um 23:10 Uhr beginnt die Deutsche Reichspost eine 80-minütige Test-Fernsehsendung, allerdings noch ohne Tonübertragung.

## Geboren
- 30. April – Klausjürgen Wussow, deutscher Schauspieler, wird in Cammin (Pommern) geboren († 2007). Dem deutschsprachigen Fernsehpublikum wurde Wussow vor allem in seiner Rolle als ‚Chefarzt Professor Klaus Brinkmann‘ in der Schwarzwaldklinik bekannt.
- 28. Mai – Werner Achmann, deutscher Szenenbildner und Filmausstatter (u. a. für die Fernsehserie Raumpatrouille), wird in München geboren († 2001).
- 30. Mai – Manfred Klein, deutscher Journalist, 1989 bis 1990 Generalintendant des DDR-Rundfunks, wird in Berlin geboren.
- 4. Juni – Günter Strack, deutscher Film- u. Fernsehschauspieler (Diese Drombuschs, Ein Fall für zwei, 1981–1988), wird in Darmstadt geboren († 1999).
- 10. Juni – Harald Juhnke, deutscher Schauspieler, Sänger und Entertainer wird als Harry Heinz Herbert Juhnke im Berliner Bezirk Wedding geboren († 2005).
- 24. August – Paul Lendvai, österreichischer Publizist, Journalist und Fernsehkommentator, wird in Budapest geboren.
- 14. September – Hans Clarin, deutscher Schauspieler und Synchronsprecher (Stimme des ‚Pumuckls‘ in der Kinderserie Meister Eder und sein Pumuckl), wird als Hans-Joachim Schmid in Wilhelmshaven geboren († 2005).
- 24. September – Willy Kralik, österreichischer Fernsehmoderator (Seniorenclub), wird in Wien geboren († 2003).
- 9. Oktober – Vladimír Menšík, tschechischer Schauspieler (Das Krankenhaus am Rande der Stadt, Die Besucher), wird in Ivančice geboren († 1988).
- 14. Oktober – Norbert Gastell, deutscher Schauspieler und Synchronsprecher (deutsche Stimme von ‚Homer Simpson‘), wird in Buenos Aires geboren († 2015).
- 3. November – Dagmar Bergmeister, deutsche Fernsehansagerin, wird in Hannover geboren († 2013).
- 23. November – Günter Gaus, deutscher Fernsehjournalist, Diplomat und Politiker, wird in Braunschweig geboren. Gaus wurde besonders durch seine langjährigen Interviewreihen Zur Person und Zu Protokoll bekannt († 2004).

## Gestorben
- 3. August – Emil Berliner, deutscher Erfinder stirbt 78-jährig in Washington, (D.C.). Berliner gilt als maßgeblicher Erfinder von Schallplatte und Grammophon.
- 21. Dezember – Ernst Pündter, deutscher Schauspieler, Theaterleiter, Hörspielsprecher und -regisseur bei der NORAG, sowie Sendeleiter der Außenstelle Bremen, stirbt 45-jährig in Bremen.